# دیویدسون ادن
دیویدسون ادن (انگلیسی: Davidson Eden؛ زادهٔ ۲۶ مارس ۱۹۸۸) بازیکن فوتبال اهل آلمان است.
از باشگاه‌هایی که در آن بازی کرده‌است می‌توان به باشگاه فوتبال سن پائولی و باشگاه فوتبال اسبیرگ اشاره کرد.